# Pararge paulumaegeria
Pararge paulumaegeria är en fjärilsart som beskrevs av Ruggero Verity 1957. Pararge paulumaegeria ingår i släktet Pararge och familjen praktfjärilar. Inga underarter finns listade i Catalogue of Life.